# Saprinus aeratus
Saprinus aeratus är en skalbaggsart som beskrevs av Wilhelm Ferdinand Erichson 1834. Saprinus aeratus ingår i släktet Saprinus och familjen stumpbaggar. Inga underarter finns listade i Catalogue of Life.